# Gastón Silva
Gastón Alexis Silva Perdomo (Salto, 5 maart 1994) is een Uruguayaans voetballer die doorgaans als linksback speelt. Hij verruilde FC Cartagena in juni 2022 voor Puebla FC. Silva debuteerde in 2014 in het Uruguayaans voetbalelftal.

## Clubcarrière
Silva stroomde in 2011 door vanuit de jeugdopleiding van Defensor Sporting. Hiervoor debuteerde hij in de Uruguayaanse Primera División tijdens het seizoen 2011-12. Zijn debuut kende hij als zestienjarige op 8 november 2011 tijdens de 0-2 uitoverwinning tegen Montevideo Wanderers FC.  Hij verving er Brahian Alemán. Het zou zijn enige wedstrijd zijn tijdens dit eerste seizoen.  Zijn internationaal debuut kende hij op 18 april 2012 in de Copa Libertadores tijdens de 1-3 uitoverwinning tegen het Argentijns CA Vélez Sarsfield. Tijdens het seizoen 2011–12 speelde hij één wedstrijd tijdens het Apertura toernooi, maar was een geregelde starter tijdens het Clausura tournament, en gaf zo zijn inbreng in de finale overwinning. Tijdens het volgende seizoen, 2012-2013, speelde hij alle zeventien wedstrijden in de nationale competitie en vier tijdens de Copa Libertadores.  Op die manier onderschreef hij zijn naam als een van de opkomende talenten.
Op 21 juli 2014 tekende hij een vierjarig contract met optie voor een vijfde seizoen bij het Italiaanse Torino FC, een ploeg uit de Serie A.  De Turijnse ploeg betaalde 2,3 miljoen euro voor de speler. Hij maakte zijn debuut op 18 september tijdens de UEFA Europa League wedstrijd tegen Club Brugge.  Zijn eerste doelpunt scoorde hij tijdens hetzelfde tornooi tegen FC Kopenhagen.  Na twee seizoenen had hij echter maar zeventien wedstrijden gespeeld in de nationale competitie.  Daarom werd hij voor het seizoen 2016-2017 uitgeleend aan het Spaanse Granada CF, een ploeg uit de Primera División.  Hij zou er in totaal tweeëntwintig wedstrijden spelen.
Na dit seizoen werd de speler voor seizoen 2017-2018 naar Argentijns CA Independiente getransfereerd.  Daar zou hij in totaal vierenveertig wedstrijden spelen tijdens drie seizoenen.
Voor seizoen 2020-2021 tekende hij op 3 september 2020 een éénjarig contract bij het Spaanse SD Huesca, een nieuwkomer in de Primera División.  Toen de ploeg haar behoud niet kon waarborgen, werd zijn contract niet verlengd.
Op 23 augustus 2021 tekende hij een éénjarig contract bij het Spaanse FC Cartagena, een ploeg uit de Segunda División.  De week erna viel hij na de zesentachtigste minuut in tijdens de 0-1 uitoverwinning bij Real Zaragoza.  Op de laatste dag van de transferperiode, 31 augustus, kwam de Japanner Shinji Okazaki ook over van SD Huesca en werden beide speler herenigd.  Zijn eerste basisplek dwong hij op 18 september 2021 af tijdens de met 2-1 gewonnen thuiswedstrijd tegen CD Lugo.  Hij kon echter niet volledig overtuigen en verloor op het einde van het seizoen zijn basisplek.
Tijdens de maand juni 2022 tekende hij voor het Mexicaanse Puebla FC.

## Interlandcarrière
Silva scoorde één keer in elf interlands voor Uruguay –20. Op het WK –20 in Turkije haalde hij met Uruguay –20 de finale. Uruguay verloor die na strafschoppen van Frankrijk –20. Silva maakte eveneens deel uit van de Uruguayaanse selectie die deelnam aan de WK-eindronde 2018 in Rusland. La Celeste behaalde drie zeges op rij in groep A, waarna de ploeg van bondscoach Oscar Tabárez in de achtste finales afrekende met regerend Europees kampioen Portugal (2–1) door twee treffers van aanvaller Edinson Cavani. Zonder diens inbreng (kuitblessure) verloor Uruguay vervolgens in de kwartfinale met 2–0 van de latere wereldkampioen Frankrijk. Silva kwam tijdens het toernooi niet in actie voor zijn vaderland.